# 해리스 율린
해리스 율린(Harris Yulin, 1937년 11월 5일 ~ 2025년 6월 10일)은 미국의 배우이다.

## 출연 작품
- 부모님과 이혼하는 방법 (2015)
- 어 쇼트 히스토리 오브 디케이 (2013)
- 플레이스 비욘드 더 파인즈 (2013)
- 팬 암 (2011)
- Madso's War (2010)
- 루비콘 (2010)
- 러빙 레아 (2009)
- 트리트먼트 (2006)
- 퍼 (2006)
- 엠퍼러스 클럽 (2002)
- 퍼퓸 (2001)
- 파이브 건스 (2001)
- 첼시 호텔 (2001)
- 트레이닝 데이 (2001)
- 러시 아워 2 (2001)
- 밀리언 달러 호텔 (2000)
- 크레이들 윌 락 (1999)
- 허리케인 카터 (1999)
- 잠수함 위기일발 (1997)
- 빈 (1997)
- 머더 1600 (1997)
- 뱀파이어 해결사 (1997)
- 뉴욕 광시곡 (1996)
- 더 월 (1996)
- 멀티플리시티 (1996)
- 로크 네스 (1995)
- 트루먼 (1995)
- 해결사 스튜어트 (1995)
- 컷스로트 아일랜드 (1995)
- 긴급 명령 (1994)
- 최후의 표적 (1993, The Last Hit)
- 유희의 종말 (1992)
- 그냥 파 봤어 (1992)
- 최종 분석 (1992)
- 거리의 딸 (1990, Daughter of the Streets)
- 익스프레스 (1990)
- 돌아오지 않은 Kal 007기 (1989, Coded Hostile)
- 고스트버스터즈 2 (1989)
- 디 아메리칸 익스피어리언스 (1988)
- 악령의 분신 (1988)
- 또다른 여인 (1988)
- 빌리버스 (1987)
- 페이탈 뷰티 (1987)
- 케네디가의 신화 (1985)
- 스카페이스 (1983)
- 강철의 사나이 (1980)
- 엔터베 특공작전 (1976)
- 세인트 아이브스 (1976)
- 나이트 무브 (1975)
- 덕 (1971)

### 텔레비전
- 아메리칸 마스터즈 (1983)
- 불타는 서부 - 78년 시리즈 (1978)
- 로앤오더 (1994, 2008)
- 애즈 더 월드 턴즈 (1984-85)